# Szeneszsák-köd
A Szeneszsák-köd (más néven Caldwell 99) egy sötétköd a Crux (Dél Keresztje) csillagképben. A leghíresebb sötét köd, csak a déli félgömbről figyelhető meg.

## Felfedezése
A sötét ködöt Vicente Yáñez Pinzón fedezte fel 1499-ben.

## Megfigyelési lehetőség
Az éjszakai égen a Tejútrendszeren egy nagy fekete foltként észlelhető a köd.